# Навлётов, Руслан Радикович
Руслан Радикович Навлётов (10 декабря 1993) — российский футболист, защитник.

## Биография
Воспитанник саранского футбола. С 2012 года играл за фарм-клуб «Мордовии» — саранский любительский клуб «МГПИ-Мордовия». С 2014 года выступал за вновь сформированный молодёжный состав «Мордовии», где сразу стал капитаном. За два сезона сыграл 31 матч в молодёжном первенстве и забил 1 гол. С ноября 2014 года привлекался к тренировкам с основным составом клуба.
В премьер-лиге России дебютировал 13 марта 2016 года в домашнем матче против «Краснодара», выйдя на замену на 74-й минуте вместо Евгения Шипицина. Всего в сезоне 2015/16 выходил на поле два раза, второй стала игра последнего тура против московского «Локомотива», в которой Навлётов впервые вышел в стартовом составе.
В сезоне 2016/17 продолжал выступать за «Мордовию» в ФНЛ. Летом 2020 покинул команду. 
Первую половину сезона 2020/21 провёл в «Тюмени». В зимнее трансферное окно перешёл в ульяновскую «Волгу». 
В августе 2021 года стал игроком петербургского «Динамо». Летом 2022 покунул клуб.